# 南海內海化
南海內海化，為對南海擁有主權宣稱的國家，企圖對南海擁有完全管轄權的情況。目前南海週邊有多個國家對南海部份區域宣稱擁有主權，中華人民共和國宣稱對於整個南海皆擁有主權，認為南海為中國內海，將維護在南海的主權列為中國核心利益。
根據國際法，目前多數國家主張南海大部份海域為國際水域。美國認為中國的主張將會影響國際船隻在南海的自由航行。

## 概論
中華人民共和國在1949年建國後，提出九段線，將整個南海劃為中國內海。中華人民共和國上將劉華清在其回憶錄中提出，中國海軍的戰略目標在於積極防禦，為達成目標，需要完全控制黃海、東海、南海、南沙群島，台灣與沖繩群島海域，以至於太平洋北方，共300萬平方海浬海域。在第一階段，需要以海軍力量完全控制第一島鏈，對於第一島鏈內部的黃海及東海達成完全控制。第二階段，在於掌控太平洋北部至第二島鏈的廣大東亞海域。
日本戰略研究論壇主張，為了突破第一島鏈與第二島鏈封鎖，中國將會企圖南海內海化，使中國海軍力量控制由太平洋北部至南海的廣大地區。
美國作家白邦瑞認為，為達成中國崛起，擊敗美國，使中國稱霸，中國國家領導人習近平正在推動由堪察加半島到大巽他群島島鏈的西方完全由中國海軍控制，使東海、黃海、沖繩列島、台灣海峽、以至於南海，都成為中國內海。
2016年南海仲裁案，國際法院判決，主張中華人民共和國主張九段線，認為擁有整個南海主權，不符合國際法。